# Utricularia densiflora
Utricularia densiflora este o specie de plante carnivore din genul Utricularia, familia Lentibulariaceae, ordinul Lamiales, descrisă de Baleeiro și Amp; C.P.Bove. Conform Catalogue of Life specia Utricularia densiflora nu are subspecii cunoscute.